# Ludwig Schauwecker
Ludwig Schauwecker  (* 12. Februar 1929 in Pforzheim; † 18. Juni 2017 in Emberg, Bad Teinach-Zavelstein) war ein deutscher Romanist.

## Leben und Werk
Schauwecker wuchs in Calmbach (Bad Wildbad) als Sohn eines Forstmeisters auf. Er wurde 1956 an der Universität Tübingen promoviert mit der Arbeit Die Genera verbi im Provenzalischen. Er machte Staatsexamen und war Gymnasiallehrer in Riedlingen (1961–1962). Dann ging er an die Freie Universität Berlin und war dort von 1963 bis 1971 Assistent und (nach der Habilitation 1971) von 1971 bis 1991 Professor für romanische Philologie.
Schauwecker war Mitglied der Studentenverbindungen AV Lichtenstein Tübingen und Corps Marchia Berlin.

## Werke
- Die sprachwissenschaftliche Methode. Eine kritische Gegenüberstellung traditioneller und strukturalistischer Linguistik, Berlin, Selbstverlag, 1962.
- Historische französische Lautlehre in Frage und Antwort, Berlin, Romanisches Seminar FU, 1972; Bad Teinach, Schauwecker, 2007.
- Einführung in die historische Sprachwissenschaft in Frage und Antwort, Berlin, Schauwecker, 1988.
- Historische französische Formenlehre in Frage und Antwort, Bad Teinach-Zavelstein, Schauwecker, 1991.
- Einführung in die romanische Sprachwissenschaft in Frage und Antwort, Bad Teinach, Schauwecker, 1997.
- Kurzgefasste spanische, provenzalische und italienische Laut- und Formenlehre, Berlin/Bad Teinach, Schauwecker, 1998.
- Wortarten und Satzteile oder die drei Irrlehren in der Sprachwissenschaft, Chomsky – Tesnière – Weinrich, Bad Teinach, Schauwecker, 1999.
  - Wortarten und Satzteile in antithetischer Darstellung und die Irrlehren in der Sprachwissenschaft : Chomsky – Tesnière – Weinrich, ibidem, 2007.
- (mit Marie-Thérèse Schauwecker) 60 gelaufene deutsch-französische Staatsexamens- und Magisterübersetzungen, mit Fehlerkommentar und frankophoner, variantenreicher Musterübersetzung, Bad Teinach, Schauwecker, 2001.
- Spanische Lautlehre, Formenlehre und Syntax. Ein Frage- und Antwortspiel zum Selbstunterricht für "Lateiner" und zur Ergänzung eines praktischen Sprachkurses, Berlin/Bad Teinach, Schauwecker, 2004.
- Miszellen und Mémoiren, Bad Teinach, Schauwecker, 2005.
- Einführung in die romanische Sprachwissenschaft, Bad Teinach, Schauwecker, 2005.
- Französische Syntax in Frage und Antwort, Bad Teinach, Schauwecker, 2007.
- Der Anti-Chomsky oder die drei – analogen – Ebenen der Darstellung, Bad Teinach, Schauwecker, 2008.
- Sprachwissenschaftliche Ansätze, Bad Teinach, Schauwecker, 2014.